# Metasepia
Metasepia  es un género de cefalópodos marinos de la familia Sepiidae que agrupa dos especies del océano Pacífico.

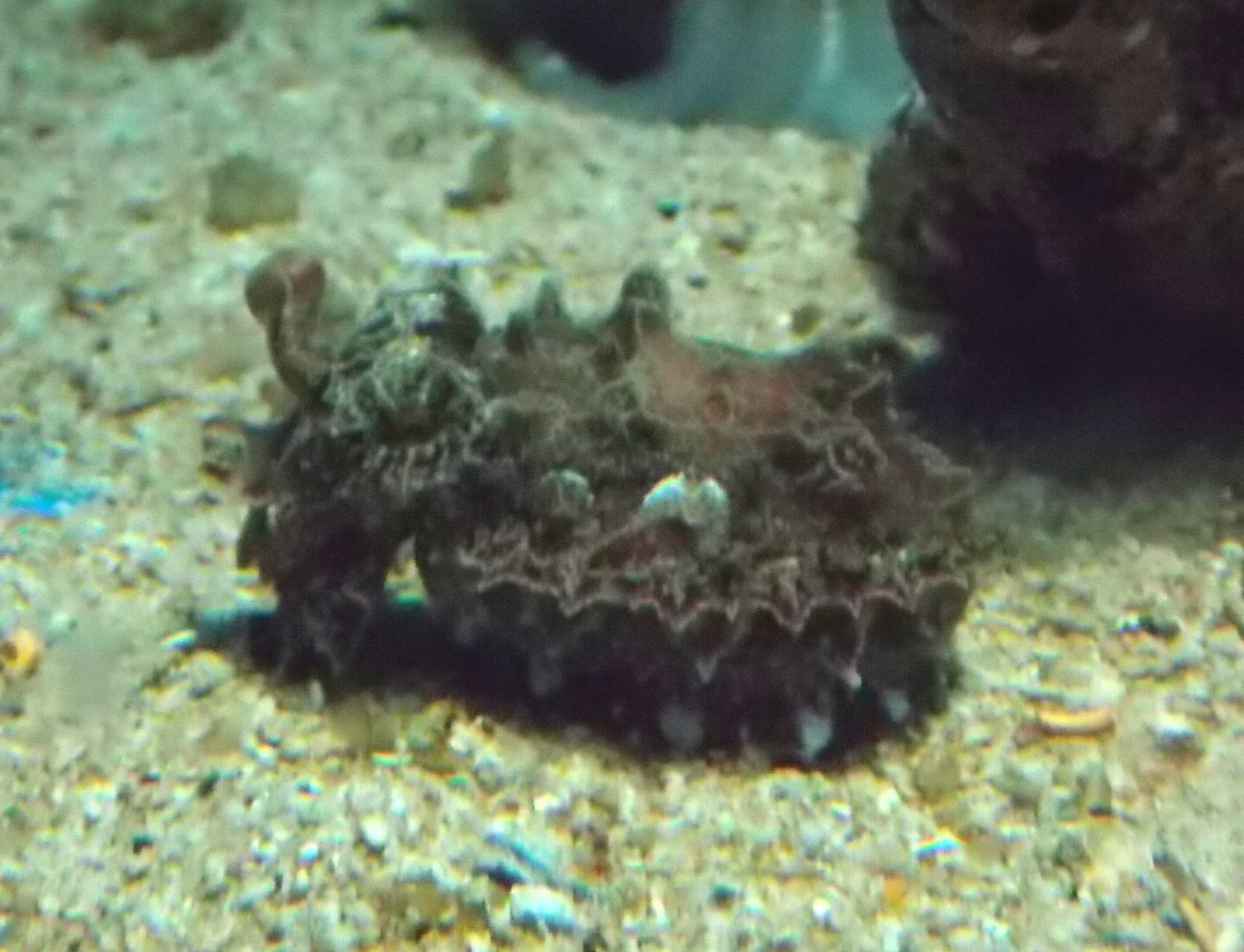
Metasepia tullbergi